# Saison 1 de Broadchurch
Chronologie
Saison 2
Cet article présente les épisodes de la première saison de la série télévisée britannique Broadchurch.

## Synopsis
Dans le village côtier de Broadchurch, dans le Dorset, la mort d'un garçon de 11 ans, Danny Latimer, fait voler en éclats l'équilibre de la communauté du village. L'inspecteur Alec Hardy, nouvellement nommé, et le lieutenant Ellie Miller vont devoir fouiller les secrets de chaque habitant pour trouver le coupable.

## Distribution
- David Tennant (VF: Stéphane Ronchewski) : le capitaine Alec Hardy
- Olivia Colman (VF: Anne Dolan) : le lieutenant Ellie Miller
- Jodie Whittaker (VF : Julie Turin) : Beth Latimer
- Andrew Buchan (VF : Jérémy Prevost) : Mark Latimer
- Adam Wilson : Tom Miller
- Charlotte Beaumont (VF : Margaux Laplace) : Chloé Latimer
- Jonathan Bailey (VF : Alexis Tomassian) : Oliver « Olly » Stevens
- Arthur Darvill (VF : Mathias Casartelli) : le révérend Paul Coates
- Matthew Gravelle (VF : Jérémy Bardeau) : Joe Miller
- Carolyn Pickles (VF : Sylvie Genty) : Maggie Radcliff
- Pauline Quirke (VF : Annie Le Youdec) : Susan Wright
- Joe Sims (en) (VF : Emmanuel Garijo) : Nigel Carter
- Susan Brown (VF : Évelyne Grandjean) : Liz Roper
- Will Mellor (en) (VF : Thierry Kazazian) : Steve Connoly
- Vicky McClure (VF : Sybille Tureau) : Karen White
- Simone McAullay (en) (VF : Aurore Bonjour) : Becca Fisher
- Jacob Anderson (VF : Namakan Koné) : Dean Thomas
- David Bradley (VF : Marc Cassot) : Jake Marshall
- Tanya Franks (en) : Lucy Stevens
- Farzana Dua Elahe : Professeur

## Liste des épisodes

### Épisode 1:Episode 1.1
- Royaume-Uni : 4 mars 2013
- Suisse : 20 décembre 2013 sur RTS Un
- France : 17 février 2014 sur France 2
- Québec : 28 février 2014 à la Télévision de Radio-Canada[1]

- Royaume-Uni : 9,07 millions de téléspectateurs

### Épisode 2:Episode 1.2
- Royaume-Uni : 11 mars 2013
- Québec : 7 mars 2014 à la Télévision de Radio-Canada

### Épisode 3:Episode 1.3
- Royaume-Uni : 18 mars 2013
- Québec : 14 mars 2014 à la Télévision de Radio-Canada

### Épisode 4:Episode 1.4
- Royaume-Uni : 25 mars 2013
- Québec : 21 mars 2014 à la Télévision de Radio-Canada

### Épisode 5:Episode 1.5
- Royaume-Uni : 1er avril 2013
- Québec : 28 mars 2014 à la Télévision de Radio-Canada

### Épisode 6:Episode 1.6
- Royaume-Uni : 8 avril 2013
- Québec : 4 avril 2014 à la Télévision de Radio-Canada

### Épisode 7:Episode 1.7
- Royaume-Uni : 15 avril 2013
- Québec : 11 avril 2014 à la Télévision de Radio-Canada

### Épisode 8:Episode 1.8
- Royaume-Uni : 22 avril 2013
- Québec : 18 avril 2014 à la Télévision de Radio-Canada

- Royaume-Uni : 10,47 millions de téléspectateurs
- Québec : 584 000 téléspectateurs[2]